# Paul Le Guen
Pour les articles homonymes, voir Le Guen.
Paul Le Guen, né le 1er mars 1964 à Pencran (Finistère), est un footballeur international français reconverti entraîneur.
Il devient aussi par la suite consultant, notamment sur Canal+ où il commente régulièrement les matches de football d'août 2016 à juin 2017.

## Biographie

### Enfance et début de carrière
De 7 à 13 ans, Paul Le Guen joue à Landerneau, dans un club de patronage local, les Gars d’Arvor, et évolue au milieu de terrain en tant que numéro 10. En 1977, il rejoint le club tout juste créé de Pencran, la commune où il a grandi et dont sa mère Marie-Françoise Le Guen fut maire. Il débute en équipe première à l’âge de 17 ans. À 18 ans, il rejoint l’AS Brest, qui évolue en Division 3. Il est alors remarqué par le Brest Armorique FC, avec lequel il signe en 1983, tout en poursuivant ses études en sciences économiques en parallèle à l'université de Bretagne-Occidentale, où il décroche une maitrise.
Il débute en 1re division le 24 août 1984 lors d’un match contre le FC Nantes (victoire 4-2). Il joue 33 matchs avec le Brest Armorique FC et inscrit trois buts lors de sa première saison. Titulaire au poste de milieu défensif, Paul Le Guen évolue aux côtés de futurs parisiens tel que Patrick Colleter ou encore Vincent Guérin. Le Brest Armorique FC est relégué en 1988. Le Guen reste à Brest en 2e division et contribue à la remontée du club en 1re division, avant de quitter le club où il a évolué pendant cinq saisons. Il rejoint alors le FC Nantes, où il côtoie pendant deux ans son futur équipier au PSG Antoine Kombouaré.

### Carrière de joueur au Paris Saint-Germain
Le Guen est recruté en 1991 par le Paris Saint-Germain, récemment racheté par Canal+, et entraîné par Artur Jorge. Artur Jorge le place au milieu de terrain au poste de récupérateur, aux côtés de Vincent Guérin. Le PSG termine 3e du classement lors de la saison 1991-1992 puis est vice-champion lors de la saison 1992-1993. Paul Le Guen dispute 36 matchs lors de ses deux premières saisons parisiennes, et remporte la Coupe de France en 1993 face à son ancien club du FC Nantes (3-0).
En 1994, il remporte l'unique titre de champion de France de sa carrière de joueur, en inscrivant 7 buts en 37 matchs. Artur Jorge quitte le banc parisien à la fin de la saison 1993-1994 et cède sa place à Luis Fernandez. Au cours de saison, Paul Le Guen est appelé pour la première fois en équipe de France (il sera sélectionné 17 fois sous le maillot bleu) le 17 février 1993 face à Israël.
« La Patate de Pencran » remporte par la suite de nouveaux trophées avec le PSG : une Coupe de la Ligue et une Coupe de France en 1995, finale au cours de laquelle il signe le but de la victoire face à Strasbourg (1-0). La saison suivante, le Paris Saint-Germain remporte la Coupe d'Europe des vainqueurs de coupe face au Rapid de Vienne, et termine vice-champion de France.
En 1996, Ricardo, ancien coéquipier de Le Guen, devient l'entraîneur du PSG. Le club parvient une seconde fois en finale de la Coupe des Coupes, mais il s’incline face au FC Barcelone de Luís Figo et Ronaldo, et termine à nouveau second du championnat de France.
Paul Le Guen met un terme à sa carrière de joueur à la fin de la saison 1997-1998, au cours de laquelle le PSG remporte le deuxième doublé Coupe de France - Coupe de la Ligue de son histoire. Au PSG, il a disputé 345 matchs et inscrit 24 buts. Il y laisse l'image d'un personnage réservé et sérieux.

### Carrière d’entraîneur

#### Début d'entraîneur avec le Stade Rennais (1998-2001)
Immédiatement après sa retraite de joueur, Le Guen devient l'entraîneur du Stade rennais. Le club termine 5e du championnat, notamment sous l’impulsion du buteur Shabani Nonda. En 1999-2000, le Stade rennais se classe 13e du championnat, puis 6e la saison suivante. Poussé vers la sortie par les dirigeants rennais, Le Guen décide de prendre une année sabbatique, le temps de parcourir l’Europe et d’apprendre auprès d’entraîneurs étrangers.

#### Premiers titres avec l'Olympique lyonnais (2002-2005)
À l'été 2002, Jean-Michel Aulas, le président de l'Olympique lyonnais (OL) tout nouveau champion de France, cherche un nouvel entraîneur pour succéder à Jacques Santini parti entraîner l’Équipe de France, et il se tourne vers Le Guen. Avec l'OL, il remporte trois nouveaux titres de champion de France en 2003, 2004 et 2005, ainsi que trois trophées des champions, en trois participations. Sur le plan européen, il atteint deux fois les quarts de finale de la Ligue des champions. À l'issue de la saison 2004-2005, il décide de quitter le club et de prendre une nouvelle année sabbatique.

#### Expérience au Glasgow Rangers (2006-2007)
En mai 2006, il devient entraîneur des Glasgow Rangers. La lutte pour le titre de champion d'Écosse tourne vite à l'avantage du Celtic Glasgow, et il se met rapidement les supporters et l'équipe à dos en évinçant le capitaine emblématique Barry Ferguson au profit de l'inexpérimenté Jérémy Clément et le charismatique et jeune gardien international Allan McGregor formé au club au profit du vieillissant et fébrile Lionel Letizi. Ce dernier est rapidement pris en grippe par les supporters des Huns, alors que les résultats donnent manifestement tort à Le Guen, on lui reproche de favoriser les joueurs français qu'il a fait venir, et ce malgré des prestations médiocres aux joueurs les plus aguerris et rompus aux joutes rudes de la Scottish Premier League. Le Guen démissionne en compagnie de son adjoint Yves Colleu le 4 janvier 2007.

#### Retour en France au Paris Saint-Germain (2007-2009)
Quelques jours plus tard, il remplace Guy Lacombe comme entraîneur du Paris Saint-Germain, qui lutte pour le maintien en Ligue 1.
Malgré des débuts malchanceux, avec notamment une blessure à la cheville de Mario Yepes, une série de quatre défaites consécutives en championnat, une élimination en Coupe de France ainsi qu'en coupe de l'UEFA, Paul Le Guen parvient à assurer le maintien du PSG parmi l'élite.
La saison 2007-2008 tourne au calvaire. En dépit des promesses de bons matchs amicaux (notamment en Emirates Cup), l'équipe réalise un parcours catastrophique en championnat : le PSG est 18e au soir de la 15e journée, et l'est toujours à deux journées de la fin. Malgré tout, le club remporte la coupe de la Ligue et atteint la finale de la coupe de France. Le président Alain Cayzac préfère démissionner que licencier Paul Le Guen. En mai 2008, Charles Villeneuve, nouveau président du club, maintient sa confiance à Paul Le Guen.
Grâce à un recrutement ciblé et la confirmation de certains cadres du PSG, le début de la saison 2008-2009 s'annonce beaucoup plus prometteur mais finit en queue de poisson. En effet, le PSG manque la qualification pour la Ligue Europa en terminant 6e après avoir joué pour le titre tout au long de la saison.
Après un article de L'Équipe du 5 mai 2009 qui l'annonçait partant à la fin de la saison, le PSG confirme par un communiqué que le contrat de Le Guen ne serait pas renouvelé. Après une bonne saison 2008-2009, il doit quitter le club après des conflits internes avec la direction du club vis-à-vis de la gestion du groupe. Il quitte officiellement le club en fin de saison après avoir été coiffé au poteau par le LOSC pour la Ligue Europa.

#### Sélectionneur du Cameroun pour la Coupe du Monde 2010 (2009-2010)
Le 27 juillet 2009, il signe un contrat de six mois comme sélectionneur de l'Équipe nationale du Cameroun,,. Il a pour mission de qualifier cette équipe pour le Mondial 2010 en Afrique du Sud et à la CAN 2010 en Angola, alors même que les Lions sont derniers de leur poule au moment de sa prise de fonction avec 1 point en 2 matches joués. Le Cameroun remporte sa double confrontation contre le Gabon puis bat le Togo pour prendre la tête du groupe à l'issue de l'avant-dernière journée des qualifications. La victoire contre le Maroc place le Cameroun en tête de son groupe et le qualifie pour le Mondial 2010. Avec trois défaites en trois matchs, l'équipe est éliminée du Mondial dès le premier tour de la compétition. Son contrat étant terminé, Paul Le Guen quitte son poste en regrettant de n'avoir pas su mieux unir son groupe.

#### Sélectionneur d'Oman (2011-2015)
En juin 2011, malgré l'intérêt de plusieurs clubs européens, dont certains de Ligue 1, Paul Le Guen et staff habituel (Yves Colleu, Joël Le Hir et Christian Mas) - choisissent de s'exiler auprès de la fédération du sultanat d'Oman.
Avec un groupe qui occupe environ la 100e place FIFA et ne compte quasiment pas d'expatriés européens, Le Guen s'appuie sur la solidité collective  en optant souvent pour des systèmes à cinq défenseur ou un attaquant. Dans le cadre des qualifications pour le Mondial 2014, Oman passe la première phase de groupes, malgré la présence de l'Australie et de l'Arabie saoudite, à la faveur d'une victoire de prestige sur l'Australie le 11 novembre 2011 à Mascate (1-0). Lors de la seconde phase son équipe échoue à un point de la Jordanie, 3e du groupe et barragiste.
Après une parenthèse difficile en Coupe du Golfe 2013 à Bahreïn où Oman est éliminé dès la phase de poules après un nul et deux défaites, l'équipe confirme ses progrès en se qualifiant pour Coupe d'Asie des nations 2014, en terminant à la première place du groupe A en ne concédant qu'un seul but.
Lors de la Coupe du Golfe 2014, le Sultanat a atteint une positive quatrième place.
Durant la Coupe d'Asie des nations 2014 les omanais obtiennent leur première victoire en phase finale de coupe d'Asie en dominant la Thaïlande 2-0. L'équipe termine à la troisième place et ne passe pas la phase de groupes.
Il est licencié en novembre 2015 à la suite d'une défaite à domicile contre le Turkménistan dans le groupe D des qualifications pour la Coupe du monde 2018 . Dans ce groupe de cinq équipes, Oman est alors deuxième à trois points de l'Iran ,.

#### Expérience en Turquie (2017-2018)
En juin 2017, il signe un contrat d'une durée de deux saisons, plus une en option, avec le club turc de Bursaspor. Sa mission de renforcer l'équipe et de faire mieux que la saison précédente, qui a vu l'équipe finir 15e, à deux points du dernier relégable. Après un début de saison honorable, le club de Bursa effectue une reprise catastrophique. En 2018, Bursaspor perd sept de ses onze matches de championnat. Il est licencié en avril 2018 alors que l'équipe occupe la 13e place du classement.      

#### Retour en France au Havre (2019-2022)
En mai 2019, il signe avec  le club français Le Havre AC avec la double casquette manager sportif et entraîneur de l'équipe professionnelle.

### Carrière dans les médias
Il commente quelques matches de l'Euro 1996 et de la Coupe du monde 1998 sur France Télévisions, en compagnie de Pierre Sled.
Durant la saison 2005-2006, Paul Le Guen refuse de reprendre en main la destinée du Paris-Saint-Germain car il ne veut pas prendre la place de son ami Laurent Fournier. Il partage son temps entre sa maison bretonne, ses activités de consultant pour Canal+ notamment dans L'Équipe du dimanche où il commente les matches étrangers. Le Guen participe également à des manifestations sportives, il court le marathon de New York, ou encore le Marathon des Sables.
En 2016, il fait son retour en tant que consultant sur Canal+. Il succède à Christophe Dugarry, parti sur RMC et SFR Sport, en tant que commentateur numéro un de la chaîne cryptée. Il commente le match du dimanche soir de Ligue 1 et les grandes affiches de Ligue des champions sur Canal+ aux côtés de Stéphane Guy. Il participe aussi aux émissions 19H30 Sport, au Canal Football Club et à J+1.
En mars 2017, ses commentaires ont été décriés lors de la confrontation entre le PSG et le FC Barcelone en Ligue des champions en raison d'un excès de confiance mal placé envers l'équipe parisienne. Le 3 juin 2017, il commente avec Stéphane Guy la finale de Ligue des champions entre le Real Madrid et la Juventus de Turin sur C8, chaîne du groupe Canal+.
À l'occasion de la coupe du monde 2018 en Russie, il fait partie de l'équipe de chroniqueurs de L'Équipe du Soir sur la chaîne L'Équipe.
Fin décembre 2020, il rédige une tribune dans Le Monde pour apporter son soutien au journaliste de Canal, Stéphane Guy, licencié quelques jours plus tôt par sa direction. Il exhorte le propriétaire du groupe, Vincent Bolloré : « Vous devez laisser l’incontrôlable Stéphane Guy nous informer, nous agacer, nous provoquer, nous enthousiasmer ».

### Vie privée
Il est diplômé d'une maîtrise de Sciences économiques à l'Université de Bretagne-Occidentale.
Il fait les commentaires du jeu FIFA 07 en compagnie d'Hervé Mathoux.
Dans sa position de jeune entraîneur, il dira : « Deux entraîneurs m'ont marqué : Jean-Claude Suaudeau et Artur Jorge ».

## Statistiques

### Joueur
| Saison                | Club                  | Championnat           | Championnat | Championnat | Coupe nationale | Coupe nationale | Coupe de la Ligue | Coupe de la Ligue | Supercoupe | Supercoupe | Compétition(s) continentale(s) | Compétition(s) continentale(s) | Compétition(s) continentale(s) | Supercoupe UEFA | Supercoupe UEFA | France | France | Total | Total |
| Saison                | Club                  | Division              | M.          | B.          | M.              | B.              | M.                | B.                | M.         | B.         | Comp.                          | M.                             | B.                             | M.              | B.              | M.     | B.     | M.    | B.    |
| 1984-1985             | Stade brestois        | Division 1            | 33          | 3           | 2               | 0               | -                 | -                 | -          | -          | -                              | -                              | -                              | -               | -               | -      | -      | 35    | 3     |
| 1985-1986             | Stade brestois        | Division 1            | 26          | 0           | 5               | 1               | -                 | -                 | -          | -          | -                              | -                              | -                              | -               | -               | -      | -      | 31    | 1     |
| 1986-1987             | Stade brestois        | Division 1            | 23          | 1           | 5               | 1               | -                 | -                 | -          | -          | -                              | -                              | -                              | -               | -               | -      | -      | 28    | 2     |
| 1987-1988             | Stade brestois        | Division 1            | 38          | 0           | 1               | 0               | -                 | -                 | -          | -          | -                              | -                              | -                              | -               | -               | -      | -      | 39    | 0     |
| 1988-1989             | Stade brestois        | Division 2            | 34          | 2           | 8               | 2               | -                 | -                 | -          | -          | -                              | -                              | -                              | -               | -               | -      | -      | 42    | 4     |
| Sous-total            | Sous-total            | Sous-total            | 154         | 6           | 21              | 4               | -                 | -                 | -          | -          | -                              | -                              | -                              | -               | -               | -      | -      | 175   | 10    |
| 1989-1990             | FC Nantes             | Division 1            | 38          | 1           | 3               | 0               | -                 | -                 | -          | -          | -                              | -                              | -                              | -               | -               | -      | -      | 41    | 1     |
| 1990-1991             | FC Nantes             | Division 1            | 38          | 0           | 4               | 1               | -                 | -                 | -          | -          | -                              | -                              | -                              | -               | -               | -      | -      | 42    | 1     |
| Sous-total            | Sous-total            | Sous-total            | 76          | 1           | 7               | 1               | -                 | -                 | -          | -          | -                              | -                              | -                              | -               | -               | -      | -      | 83    | 2     |
| 1991-1992             | Paris SG              | Division 1            | 36          | 2           | 2               | 0               | -                 | -                 | -          | -          | -                              | -                              | -                              | -               | -               | -      | -      | 38    | 2     |
| 1992-1993             | Paris SG              | Division 1            | 38          | 1           | 6               | 0               | -                 | -                 | -          | -          | C3                             | 10                             | 0                              | -               | -               | 3      | 0      | 57    | 1     |
| 1993-1994             | Paris SG              | Division 1            | 37          | 7           | 4               | 1               | -                 | -                 | -          | -          | C2                             | 7                              | 1                              | -               | -               | 8      | 0      | 56    | 9     |
| 1994-1995             | Paris SG              | Division 1            | 35          | 2           | 5               | 2               | 3                 | 0                 | -          | -          | C1                             | 12                             | 1                              | -               | -               | 5      | 0      | 60    | 5     |
| 1995-1996             | Paris SG              | Division 1            | 36          | 2           | 2               | 0               | 1                 | 0                 | 1          | 0          | C2                             | 9                              | 1                              | -               | -               | 1      | 0      | 50    | 3     |
| 1996-1997             | Paris SG              | Division 1            | 38          | 1           | 3               | 0               | 1                 | 0                 | -          | -          | C2                             | 9                              | 2                              | 2               | 0               | -      | -      | 53    | 3     |
| 1997-1998             | Paris SG              | Division 1            | 28          | 1           | 6               | 0               | 5                 | 0                 | -          | -          | C1                             | 8                              | 0                              | -               | -               | -      | -      | 47    | 1     |
| Sous-total            | Sous-total            | Sous-total            | 248         | 16          | 28              | 3               | 10                | 0                 | 1          | 0          | -                              | 55                             | 5                              | 2               | 0               | 17     | 0      | 361   | 24    |
| Total sur la carrière | Total sur la carrière | Total sur la carrière | 478         | 23          | 56              | 8               | 10                | 0                 | 1          | 0          | -                              | 55                             | 5                              | 2               | 0               | 17     | 0      | 619   | 36    |

### Entraîneur
| Équipe    | Matchs | Victoires | Match nul | Défaites | % victoire |
| --------- | ------ | --------- | --------- | -------- | ---------- |
| Rennes    | 121    | 53        | 22        | 46       | 43,8 %     |
| Lyon      | 156    | 86        | 38        | 32       | 55,1 %     |
| Rangers   | 29     | 15        | 8         | 6        | 51,7 %     |
| PSG       | 130    | 61        | 29        | 40       | 46,9 %     |
| Cameroun  | 18     | 7         | 4         | 7        | 38,8 %     |
| Oman      | 44     | 18        | 12        | 14       | 40,9 %     |
| Bursaspor | 34     | 14        | 6         | 14       | 41,1 %     |
| Le Havre  | 76     | 24        | 29        | 23       | 31,5 %     |
| Total     | 608    | 278       | 148       | 182      | 45,7 %     |

## Palmarès

### Joueur

#### En club
- Vainqueur de la Coupe d'Europe des Vainqueurs de Coupe en 1996 avec le Paris SG
- Champion de France en 1994 avec le Paris SG
- Vainqueur de la Coupe de France en 1993, 1995 et 1998 avec le Paris SG
- Vainqueur de la Coupe de la Ligue en 1995 et 1998 avec le Paris SG
- Vainqueur du Trophée des Champions en 1995 avec le Paris SG
- Finaliste de la Coupe d'Europe des Vainqueurs de Coupe en 1997 avec le Paris SG
- Finaliste de la Supercoupe d'Europe en 1996 avec le Paris SG
- Vice-champion de France en 1993, en 1996 et en 1997 avec le Paris SG

#### EnÉquipe de France
- 17 sélections entre 1993 et 1995
- Vainqueur de la Coupe Kirin en 1994

#### EnÉquipe de Bretagne
- 1 sélection le 21 mai 1998 à Rennes : Bretagne-Cameroun

### Entraîneur
- Champion de France en 2003, en 2004 et en 2005 avec l'Olympique lyonnais
- Vainqueur de la Coupe de la Ligue en 2008 avec le Paris SG
- Vainqueur du Trophée des Champions en 2002, en 2003 et en 2004 avec l'Olympique lyonnais
- Finaliste de la Coupe de France en 2008 avec le Paris SG
- Finaliste de la Coupe Intertoto en 1999 avec le Stade rennais

### Records
- Fait partie de l'équipe de France qui dispute 30 matchs sans défaite (entre février 1994 et octobre 1996)